# La fortezza (Singer)
La fortezza (titolo originale: Der hoyf) è un romanzo di Isaac Bashevis Singer scritto in lingua yiddish per "The Yiddish Daily Forward" (uscito a puntate tra il 1952 e il 1955, insieme con La proprietà), e pubblicato in inglese nella traduzione di Joseph Singer ed Elaine Gottlieb, per la prima volta in volume da Farrar Straus & Giroux nel 1967 con il titolo The Manor. In sede critica si parla di influenza tolstojana e si fanno paragoni con i Buddenbrooks di Thomas Mann.

## Trama
Ambientato in Polonia dopo l'insurrezione del novembre 1831 e il suo fallimento. Al conte Wladimir Jampolsky vengono confiscati i beni e viene deportato in Siberia mentre Calman Jacoby, pio mercante di granaglie del villaggio di Jampol, ha l'opportunità di impossessarsi delle sue terre. Intorno a lui si crea il vuoto della comunità e della famiglia (le quattro figlie: Jochebed, Shaindel, Miriam Leiba e Tsipele ritratte come quattro destini diversi), incerta tra la conservazione del vecchio mondo e le spinte verso la modernità invadente.

## Edizioni italiane
- trad. di Bruno Fonzi, Longanesi (collana "La gaja scienza" n. 337), Milano, 1972
- stessa trad. in ed. economica, TEA (coll. "TEAdue" n. 128), Milano, 1993 ISBN 9788878193079
- stessa trad., Corbaccio (coll. "Scrittori di tutto il mondo"), Milano 2004 ISBN 88-7972-666-8